# Rynsztok

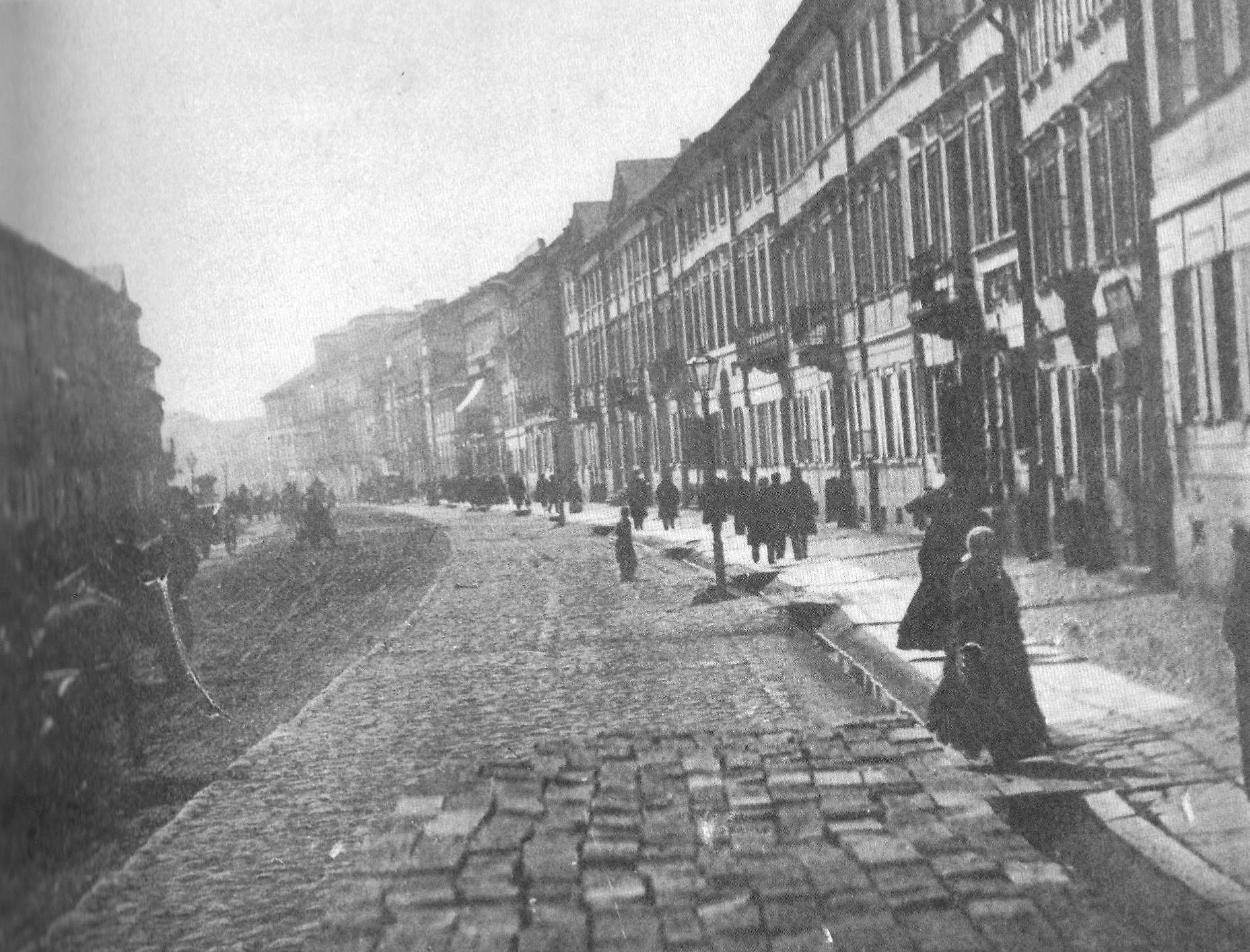
Rynsztoki z kładkami dla pieszych na ul. Nowy Świat w Warszawie, lata 80. XIX wieku

Rynsztok – zagłębienie między jezdnią a chodnikiem. Służyło do odprowadzania wód opadowych, roztopowych i ścieków.

## Opis
W czasach, gdy budynki nie były skanalizowane, do rynsztoków wylewano ręcznie wszystkie zanieczyszczenia i ścieki. Płynące ulicami ścieki wydawały odór i były czynnikiem chorobotwórczym. Dodatkowe problemy pojawiały się zimą, kiedy zamarzające ścieki musiały być wyrąbywane i wywożone. 
Dzięki rozwojowi techniki sanitarnej zrezygnowano z tej formy odprowadzania ścieków (kanałem odkrytym), a ulicami płyną tylko wody opadowe do kratek ściekowych (połączonych z siecią kanalizacyjną deszczową).